# Пьомбино
Пьомбѝно (на италиански: Piombino) е пристанищен град и община в Централна Италия, провинция Ливорно, регион Тоскана. Разположен е на 21 m надморска височина, на северния бряг на Тиренско море. Населението на общината е 33 499 души (към 2018 г.).